# Тайвань (провінція Китайської Республіки)
Тайвань (кит. 臺灣省) — провінція (кит. трад. 省, піньїнь: shěng, палл.: шен) Китайської Республіки.

## Адміністративний поділ

### Міста провінційного підпорядкування
| Назва   | Китайська писемність | площа (км²) | населення (чол.) |
| ------- | -------------------- | ----------- | ---------------- |
| Синьчжу | 新竹市               | 104,1526    | 415 344          |
| Цзілун  | 基隆市               | 132,7589    | 384 134          |
| Цзяї    | 嘉義市               | 60,0256     | 272 390          |

### Повіти
- Їлань
- Мяолі
- Наньтоу
- Піндун
- Пенху
- Синьчжу
- Тайдун
- Хуалянь
- Цзяї
- Чжанхуа
- Юньлінь